# 1990 UD3
1990 UD3 är en asteroid i huvudbältet, som upptäcktes den 19 oktober 1990 av den japanske amatörastronomen Atsushi Sugie i Dynic-observatoriet.
Asteroiden har en diameter på ungefär 8 kilometer och den tillhör asteroidgruppen Chloris.